# Impact (centre commercial)
Pour les articles homonymes, voir Impact (homonymie).
L'Impact, Muang Thong Thani (en thaï : ศูนย์แสดงสินค้าและการประชุม อิมแพ็ค เมืองทองธานี) est un complexe commercial et sportif situé à Pak Kret, dans la banlieue au nord de Bangkok, en Thaïlande.
Il est composé d'une aréna, l'Impact Arena, d'un centre de congrès et de salles d'exposition.

## Événements
- Concert de Madonna, dans le cadre du Rebel Heart Tour, les 9 et 10 février 2016.
- L'Open de Thaïlande se déroule chaque année à l'Impact Arena ainsi que plusieurs compétitions internationales.
- Élection de Miss Univers 2025, le 21 novembre 2025.